# NGC 892
NGC 892 je galaksija u zviježđu Kit.

## Vanjske poveznice
- SEDS: NGC 892